# سد نبهانة
سد نَبْهَانَة سدّ تونسي يقع على وادي نبهانة بولاية القيروان، شرق قرية معروف.